# 玛丽·赫西
玛丽·B·赫西（英語：Mary Brenda Hesse，1924年10月15日—2016年10月2日）是一位英国科学哲学家，曾为剑桥大学教授。